# 西方擬姥魚
西方擬姥魚（學名：Aspasmogaster occidentalis）為輻鰭魚綱喉盤魚目喉盤魚科的其中一種，分布於東印度洋西澳大利亞海域，屬底棲性魚類，生活習性不明。

## 擴展閱讀
維基物種上的相關：西方擬姥魚